# Kincstáribirtok
Kincstáribirtok (románul: Fânațe), falu Romániában, Maros megyében.

## Története
Mezőtóhát község része. A trianoni békeszerződésig Torda-Aranyos vármegye Marosludasi járásához tartozott.

## Népessége
2002-ben 73 lakosa volt, ebből 59 román, 13 cigány és 1 magyar nemzetiségű.

## Vallások
A falu lakói közül 65-en ortodox, 5-en görögkatolikus, 2-en pünkösdista hitűek és 1 fő római katolikus.